# السلام العالمية
السلام العالمية للاستثمار المحدودة ش.م.ع.ق هي شركة مساهمة قطرية مدرجة في البورصة.   تعمل شركة السلام العالمية من خلال شركاتها التابعة في قطر والإمارات العربية المتحدة وفلسطين والكويت والمملكة العربية السعودية وعمان والبحرين والأردن ولبنان .
يقع المقر الرئيسي للشركة في الدوحة، قطر.

## الاستثمارات

### البناء والتطوير
- ألو ناسا
- أتيليه 21
- الصناعات الخليجية
- الشركة الدولية للتجارة والمقاولات
- شركة الديكور الحديث
- كيو حدائق
- مؤسسة السلام
- صناعات السلام
- قطر بوم للهندسة الكهربائية
- تيار الصناعة والهندسية

### الطاقة
- السلام للخدمات البترولية - إس بي إس
- ستريم للصناعة والهندسية - ستريم
- الشركة القطرية الألمانية للمفاتيح الكهربائية ذ.م.م - QGC

### التكنولوجيا والاتصالات
- السلام للتقنيات (المعروفة سابقًا باسم "أومنيكس قطر" و"السلام للخدمات الفنية")
- تقنيات ذكية
- سلام ميديا كاست [3]
- سلام سيسي للحلول التقنية

### المنتجات الفاخرة والاستهلاكية
- الشرق الأوسط للتسويق
- مجموعة السلام

### الاستثمار والعقارات
- سلام بنيان
- إجادة

## روابط خارجية
- السلام الدولية
- مؤسسة السلام
- السلام الدولية للاستثمار (SIIS.DSM)
- السلام الدولية للاستثمار (SALAM.DFM)